# Moskesstraat

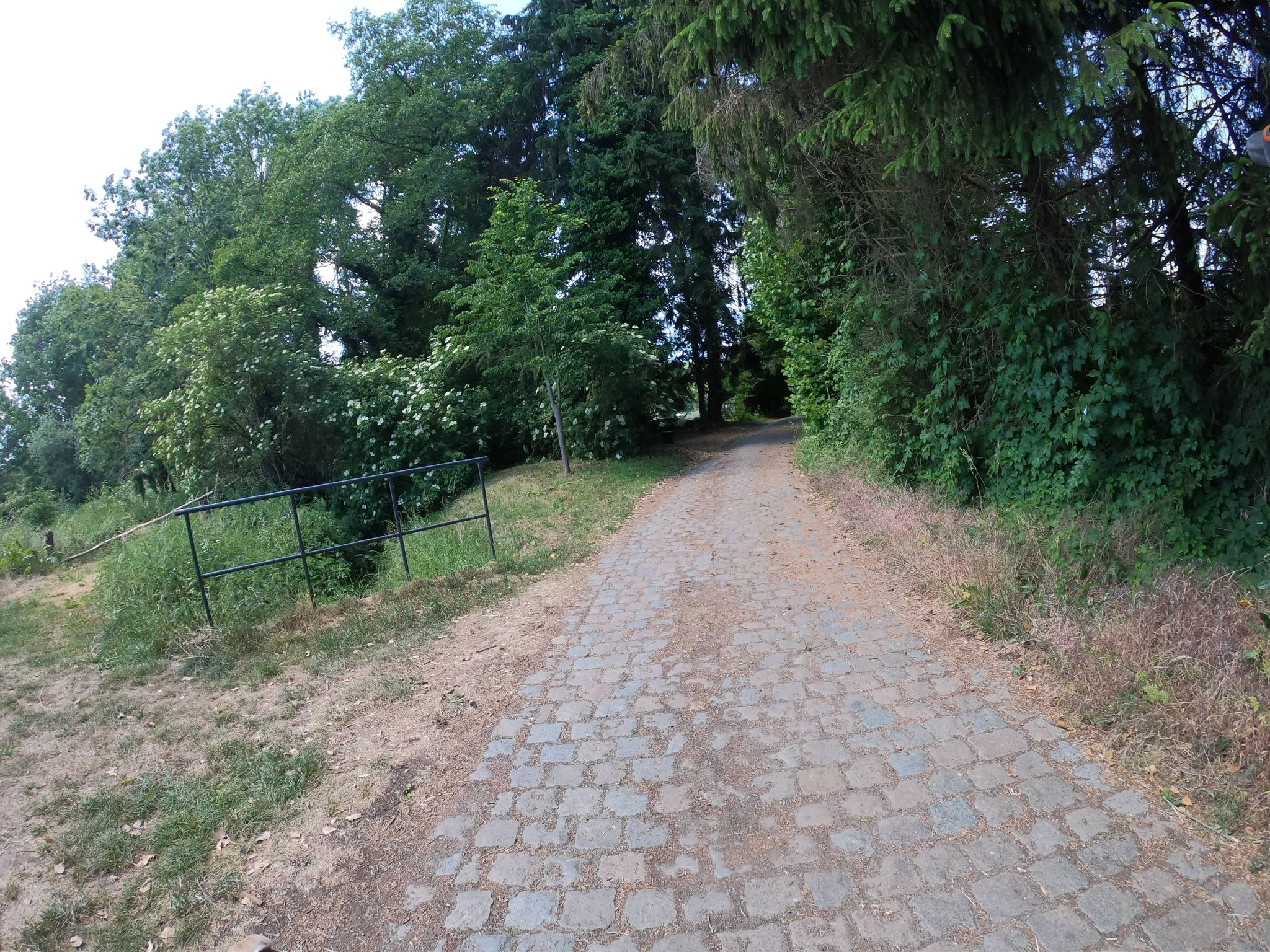
Moskesstraat in Terlanen in mei 2020, voor de heraanleg in 2021

De Moskesstraat is een straat in het Belgische dorp Terlanen. De straat is vooral bekend als helling in wielerwedstrijden.

## Technische gegevens
De Moskesstraat is een kasseihelling van 550 meter lang, met een maximaal stijgingspercentage van 18% en een gemiddeld stijgingspercentage van 7,98%.

## Wielergeschiedenis
De Moskesstraat werd bekend bij het grote publiek doordat de helling deel uitmaakte van het parcours van de wegrit op het wereldkampioenschap wielrennen in 2021. Voordien werd de helling ook al opgenomen in het parcours van de Brabantse Pijl (2020 en 2021) en de Primus Classic 2021. In 2021 werd de straat met het oog op het WK wielrennen heraangelegd.
De Moskesstraat is ook opgenomen in de bewegwijzerde recreatieve Brabantse Pijlroute. 

## Galerij

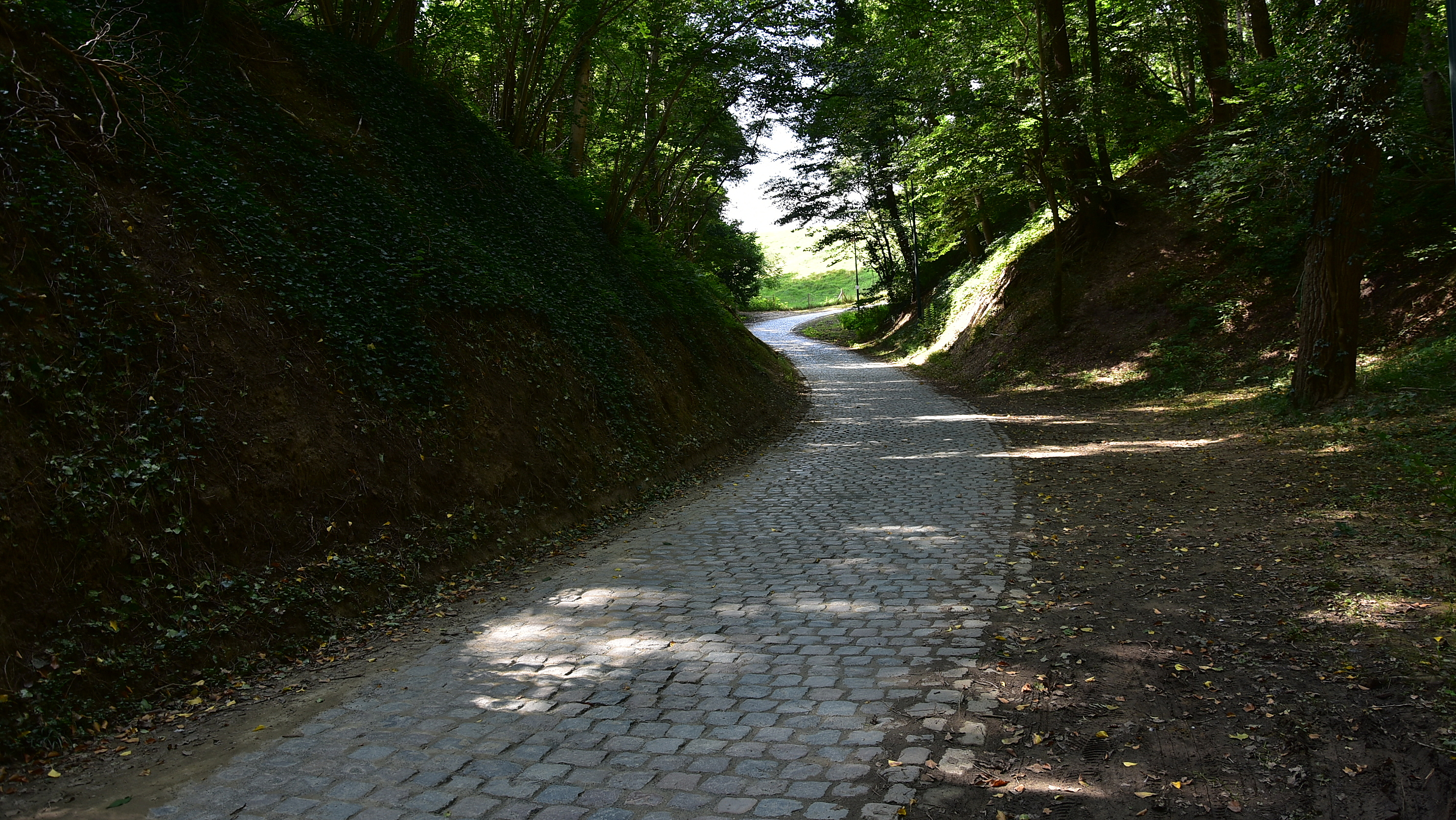
Moskesstraat in september 2021
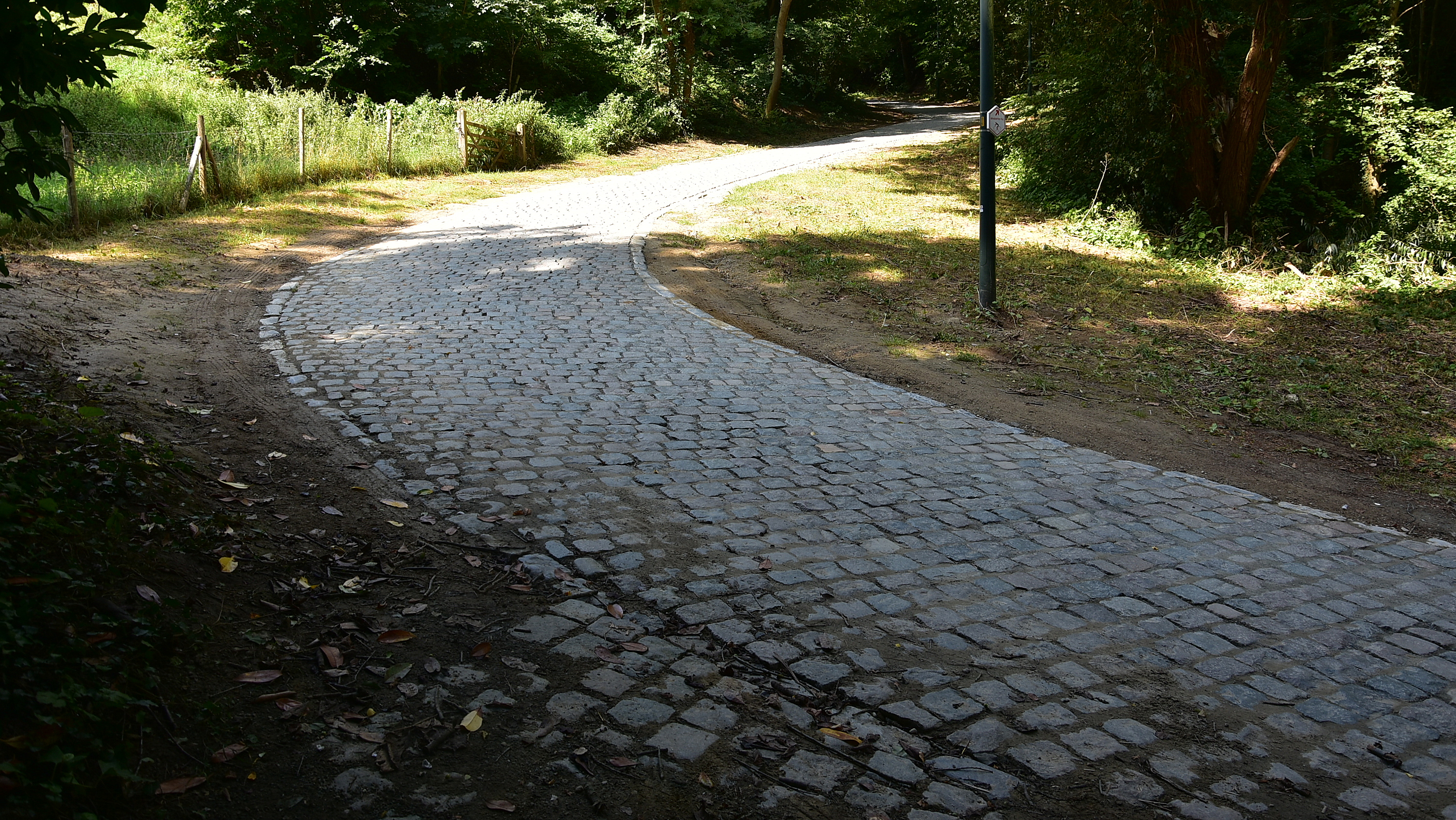
Moskesstraat in september 2021
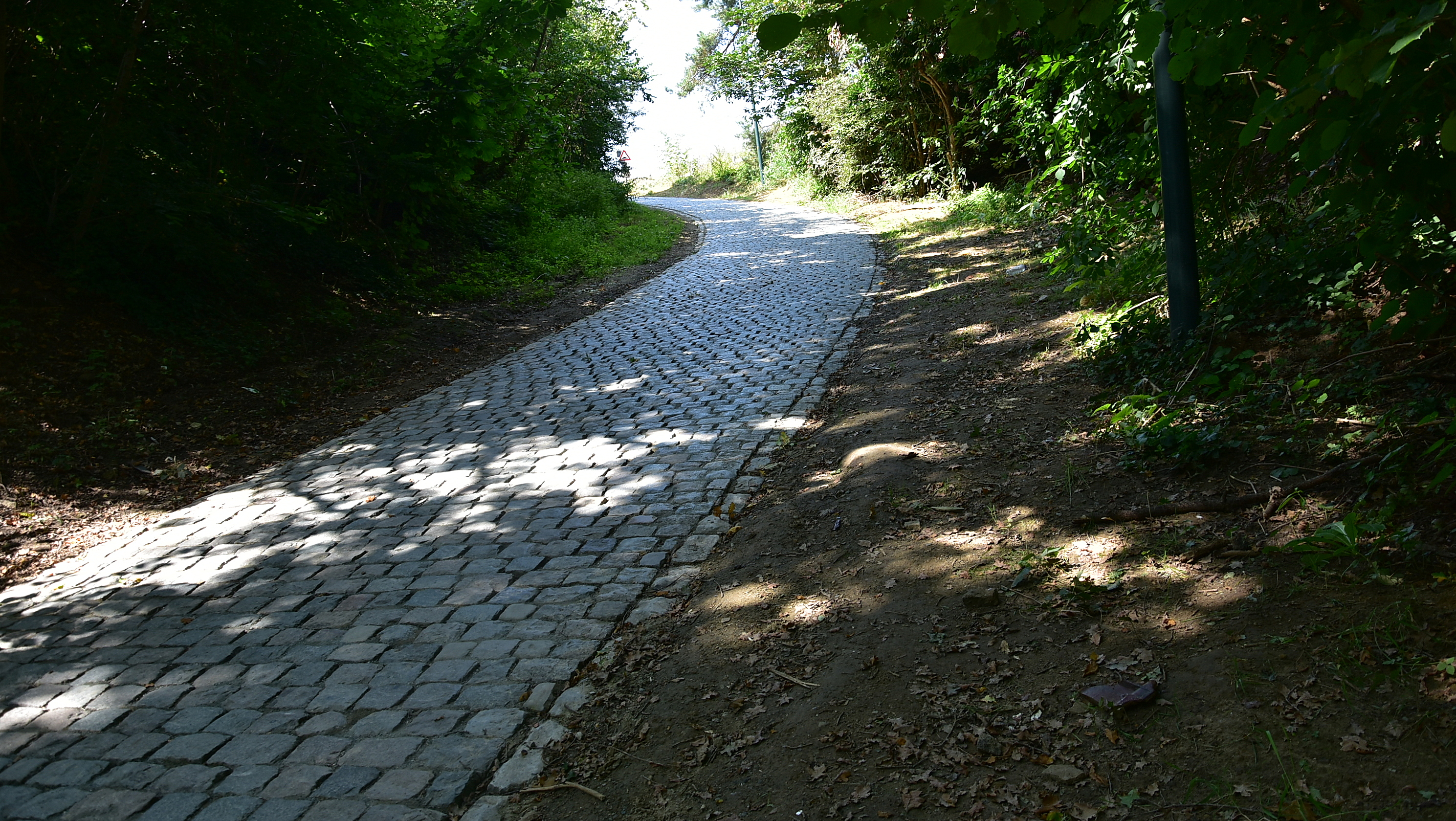
Moskesstraat in september 2021